# Профилированный брус
Профилированный брус — высокотехнологичный строительный материал, как правило изготовленный из древесины хвойных пород: сосны, ели, лиственницы, кедра. При производстве бруса не используется клей и другие химические вещества. В отличие от клеёного бруса, где нарушена вся  структура внутри дерева, профилированный брус из массива является материалом, который дышит и более экологичен, но в отличие от клеёного бруса подвержен большей усадке, деформациям и растрескиванию.
Внешне профилированный брус выглядит так: наружная сторона («уличная») может иметь форму как полуовала, так и быть плоской — со снятыми фасками или без; внутренняя сторона («в дом») обычно — строганная ровная; две другие — боковые стороны, имеют форму шип-паз для стыка, в которые, в некоторых видах профилирования, может укладывается утеплитель из джута. В зависимости от назначения профилированный брус изготавливается различными сечениями.
Профилированный брус является современным высокотехнологичным материалом, а благодаря наличию системы «шип-паз» строительство деревянных домов из профилированного бруса осуществляется качественно и в сжатые сроки.

## Технологический процесс
Профилированный брус получают из массива древесины путём:
1. строгания и (или)
2. фрезерования.

В первом случае пиловочник сначала распускается (пилится) на пилорамах с двух сторон на лафет. Затем лафет распускается на таких же пилорамах на брус заданных размеров, например 150 × 150, 200 × 100 и т. д. в зависимости от требуемого размера. Следующий этап — строгание бруса для придания ему нужных форм: две противоположенные стороны (лицевые) могут быть прямолинейными или округлыми, а две другие имеют зеркальный профиль в виде пазов и шипов. Во втором случае профилированный брус изготавливают непосредственно фрезеруя бревно с четырёх сторон. Это и есть профилирование.
Аналогичен процесс изготовления вагонки и других профильных изделий из дерева. Профилирование производится на специальных четырёхсторонних строгальных станках профильными фрезами.

## Виды профиля профилированного бруса
1. Финский. Имеет два боковых зуба и внутреннюю площадку, в которую закладывается утеплитель. Данный вид профиля подходит для производства из сухого или клеёного материала.
2. Гребёнка. Имеет большое количество шипов (три и более), что обеспечивает полную непродуваемость. Такой вид сечения в основном применяется для изготовления клеёного бруса. При монтаже утеплитель можно не использовать.
3. Скандинавский. Является подвидом профиля — гребёнки. В нём учтены все преимущества и недостатки двух вышеописанных видов профилей. Широкая площадка шипа позволяет сверлить отверстия под нагеля. Шипы довольно высокие (12 мм.), а в сечении имеют вид трапеции. Этот профиль хорошо подходит для профилированного бруса естественной влажности.